# 紀元前682年
紀元前682年（きげんぜん682ねん）は、西暦（ローマ暦）による年。紀元前1世紀の共和政ローマ末期以降の古代ローマにおいては、ローマ建国紀元72年として知られていた。紀年法として西暦（キリスト紀元）がヨーロッパで広く普及した中世時代初期以降、この年は紀元前682年と表記されるのが一般的となった。

## 他の紀年法
- 干支 : 己亥
- 中国
  - 周 - 荘王15年
  - 魯 - 荘公12年
  - 斉 - 桓公4年
  - 晋 - 晋侯緡25年
  - 秦 - 武公16年
  - 楚 - 文王8年
  - 宋 - 湣公10年
  - 衛 - 恵公18年
  - 陳 - 宣公11年
  - 蔡 - 哀侯13年
  - 曹 - 荘公20年
  - 鄭 - 子嬰12年
  - 燕 - 荘公9年
- 朝鮮
  - 檀紀1652年
- ユダヤ暦 : 3079年 - 3080年

## できごと

### 中国
- 宋の南宮万が湣公を蒙沢で殺害し、さらに仇牧や太宰の華父督を殺して、宋子游を擁立した。宋の公子たちは蕭に逃れ、公子禦説は亳に逃れた。南宮牛と猛獲が軍を率いて亳を包囲した。
- 宋の蕭叔大心と戴・武・宣・穆・荘の族たちが曹軍とともに南宮万を攻撃し、南宮牛を軍中で殺し、宋子游を宋の国都で殺して、公子禦説（桓公）を国君に擁立した。猛獲は衛に逃れ、南宮万は陳に逃れた。
- 猛獲と南宮万の身柄がそれぞれ宋に引き渡され、殺害された。

## 死去
- 周の荘王
- 宋 - 湣公
- 宋子游
- 南宮万（中国語版）